# Československá hokejová reprezentace v sezóně 1975/1976
Československá hokejová reprezentace v sezóně 1975/1976 sehrála celkem 31 zápasů.

## Přehled mezistátních zápasů
| Pořadí | Datum              | Soupeř    | Výsledek             | Soutěž                    | Místo utkání |
| ------ | ------------------ | --------- | -------------------- | ------------------------- | ------------ |
| 656.   | 11. listopadu 1975 | SSSR      | 3:5 (1:2, 2:1, 0:2)  | přátelsky                 | Praha        |
| 657.   | 13. listopadu 1975 | SSSR      | 1:4 (0:1, 1:3, 0:0)  | přátelsky                 | Praha        |
| 658.   | 15. listopadu 1975 | Finsko    | 4:2 (1:2, 1:0, 2:0)  | přátelsky                 | Tampere      |
| 659.   | 16. listopadu 1975 | Finsko    | 3:1 (2:0, 0:0, 1:1)  | přátelsky                 | Helsinky     |
| 660.   | 14. prosince 1975  | Švédsko   | 5:5 (0:1, 3:2, 2:2)  | přátelsky                 | Göteborg     |
| 661.   | 15. prosince 1975  | Švédsko   | 2:1 (1:0, 0:1, 1:0)  | přátelsky                 | Stockholm    |
| 662.   | 18. prosince 1975  | Švédsko   | 8:2 (3:1, 1:0, 4:1)  | Cena Izvestijí 1975       | Moskva       |
| 663.   | 20. prosince 1975  | Finsko    | 3:1 (2:1, 1:0, 0:0)  | Cena Izvestijí 1975       | Moskva       |
| 664.   | 21. prosince 1975  | SSSR      | 2:3 (1:2, 1:0, 0:1)  | Cena Izvestijí 1975       | Moskva       |
| 665.   | 24. ledna 1976     | NDR       | 5:1 (1:1, 3:0, 1:0)  | přátelsky                 | Pardubice    |
| 666.   | 25. ledna 1976     | NDR       | 10:1 (5:1, 2:0, 3:0) | přátelsky                 | Praha        |
| 667.   | 2. února 1976      | Bulharsko | 14:1 (3:0, 6:1, 5:0) | Zimní olympijské hry 1976 | Innsbruck    |
| 668.   | 6. února 1976      | Finsko    | 2:1 (0:1, 1:0, 1:0)  | Zimní olympijské hry 1976 | Innsbruck    |
| 669.   | 8. února 1976      | USA       | 5:0 (1:0, 1:0, 3:0)  | Zimní olympijské hry 1976 | Innsbruck    |
| 670.   | 10. února 1976     | Polsko    | 0:1K (0:1, 0:0, 0:0) | Zimní olympijské hry 1976 | Innsbruck    |
| 671.   | 12. února 1976     | SRN       | 7:4 (4:0, 3:2, 0:2)  | Zimní olympijské hry 1976 | Innsbruck    |
| 672.   | 14. února 1976     | SSSR      | 3:4 (2:0, 0:2, 1:2)  | Zimní olympijské hry 1976 | Innsbruck    |
| 673.   | 30. března 1976    | Finsko    | 5:1 (2:1, 3:0, 0:0)  | přátelsky                 | Pardubice    |
| 674.   | 31. března 1976    | Finsko    | 6:0 (1:0, 4:0, 1:0)  | přátelsky                 | Praha        |
| 675.   | 8. dubna 1976      | NDR       | 10:0 (2:0, 2:0, 6:0) | Mistrovství světa 1976    | Katovice     |
| 676.   | 9. dubna 1976      | Polsko    | 12:0 (2:0, 2:0, 8:0) | Mistrovství světa 1976    | Katovice     |
| 677.   | 11. dubna 1976     | Švédsko   | 3:1 (0:0, 2:0, 1:1)  | Mistrovství světa 1976    | Katovice     |
| 678.   | 13. dubna 1976     | Finsko    | 7:1 (1:1, 4:0, 2:0)  | Mistrovství světa 1976    | Katovice     |
| 679.   | 15. dubna 1976     | USA       | 10:2 (4:0, 4:1, 2:1) | Mistrovství světa 1976    | Katovice     |
| 680.   | 17. dubna 1976     | SSSR      | 3:2 (1:0, 0:1, 2:1)  | Mistrovství světa 1976    | Katovice     |
| 681.   | 19. dubna 1976     | SRN       | 9:1 (5:0, 3:0, 1:1)  | Mistrovství světa 1976    | Katovice     |
| 682.   | 21. dubna 1976     | USA       | 5:1 (2:0, 3:1, 0:0)  | Mistrovství světa 1976    | Katovice     |
| 683.   | 23. dubna 1976     | Švédsko   | 5:3 (3:0, 0:2, 2:1)  | Mistrovství světa 1976    | Katovice     |
| 684.   | 25. dubna 1976     | SSSR      | 3:3 (1:3, 1:0, 1:0)  | Mistrovství světa 1976    | Katovice     |

K = ČSSR – Polsko 7:1, pro pozitivní dopingový test Františka Pospíšila bylo vítězství i vstřelené góly týmu Československa odebrány.

## Bilance sezóny 1975/76
| Soupeř    | Zápasy | Výhry | Remízy | Prohry | Skóre  |
| --------- | ------ | ----- | ------ | ------ | ------ |
| Bulharsko | 1      | 1     | 0      | 0      | 14:1   |
| Finsko    | 7      | 7     | 0      | 0      | 30:7   |
| NDR       | 3      | 3     | 0      | 0      | 25:2   |
| Polsko    | 2      | 1     | 0      | 1      | 12:1   |
| SRN       | 2      | 2     | 0      | 0      | 16:5   |
| SSSR      | 6      | 1     | 1      | 4      | 15:21  |
| Švédsko   | 5      | 4     | 1      | 0      | 23:12  |
| USA       | 3      | 3     | 0      | 0      | 20:3   |
| Celkem    | 29     | 22    | 2      | 5      | 155:52 |

## Další zápasy reprezentace
| Datum         | Soupeř        | Výsledek          | Soutěž    | Místo utkání |
| 25. září 1975 | Winnipeg Jets | 6:1 (1:1,3:0,2:0) | přátelsky | Praha        |
| 26. září 1975 | Winnipeg Jets | 3:1 (1:0,2:1,0:0) | přátelsky | Praha        |

## Přátelské mezistátní zápasy
Československo –  SSSR 	3:5 (1:2, 2:1, 0:2)
11. listopadu 1975 – Praha

Branky a nahrávky Československa: 3:52 Jaroslav Pouzar (Milan Nový), 20:15 Milan Nový (Oldřich Machač, Eduard Novák), 33:58 Bohuslav Šťastný (Jiří Novák).

Branky a nahrávky SSSR: 2:38 Vladimir Šadrin (Alexandr Jakušev), 17:02 Alexandr Malcev (Vladimir Petrov), 29:44 Vladimir Šadrin (Alexandr Jakušev), 46:11 Jurij Ljapkin, 50:27 Vladimir Šadrin (Sergej Korotkov).

Rozhodčí: Wojciech Szcepek (POL), Raimo Seppanen (FIN)

Vyloučení: 2:4 (využití 0:2)
ČSSR: Jiří Holeček – Oldřich Machač, František Pospíšil, Jiří Bubla, Miroslav Dvořák, Milan Kajkl, Jaroslav Šíma – Eduard Novák, Milan Nový, Jaroslav Pouzar – Bohuslav Ebermann, Ivan Hlinka, Jiří Holík – Vladimír Martinec, Jiří Novák, Bohuslav Šťastný.
SSSR: Vladislav Treťjak – Vladimir Lutčenko, Valerij Vasiljev, Jurij Ljapkin, Sergej Korotkov, Gennadij Cygankov, Viktor Kuzněcov – Boris Michajlov, Vladimir Petrov, Alexandr Malcev – Viktor Šalimov, Vladimir Šadrin, Alexandr Jakušev – Boris Alexandrov, Viktor Žluktov, Vladimir Vikulov – Helmuts Balderis, Alexandr Golikov.
 Československo –  SSSR 	1:4 (0:1, 1:3, 0:0)
13. listopadu 1975 – Praha

Branky a nahrávky Československa: 24:02 Eduard Novák (Milan Nový).

Branky a nahrávky SSSR: 7:33 Alexandr Jakušev (Vladimir Šadrin), 25:59 Sergej Korotkov (Viktor Šalimov), 30:19 Alexandr Golikov, 34:36 Viktor Žluktov (Alexandr Golikov).

Rozhodčí: Wojciech Szcepek (POL), Raimo Seppanen (FIN)

Vyloučení: 2:4 (využití 0:1)
ČSSR: Jiří Crha – Oldřich Machač, František Pospíšil, Jiří Bubla, Miroslav Dvořák, Milan Chalupa, Jaroslav Šíma – Eduard Novák, Milan Nový, Jaroslav Pouzar – Vladimír Martinec, Jiří Novák, Bohuslav Šťastný – František Černík, Václav Honc, Pavel Richter (v průběhu zápasu zasáhl do hry Jiří Holík).
SSSR: Alexandr Sidělnikov – Vladimir Lutčenko, Valerij Vasiljev, Jurij Ljapkin, Sergej Korotkov, Gennadij Cygankov, Sergej Babinov – Boris Michajlov, Vladimir Petrov, Alexandr Malcev – Viktor Šalimov, Vladimir Šadrin, Alexandr Jakušev – Alexandr Golikov, Viktor Žluktov, Helmuts Balderis.
 Československo –  Finsko 4:2 (1:2, 1:0, 2:0)
15. listopadu 1975 – Tampere

Branky a nahrávky Československa: 17. Jaroslav Pouzar (Milan Nový), 37. Marián Šťastný (Ivan Hlinka), 49. Jiří Novák, 52. Ivan Hlinka (Jiří Holík).

Branky a nahrávky Finska: 6. Pekka Marjamäki, 9. Henry Leppä (Reijo Laksola).

Rozhodčí: Åke Hanqvist (SWE), Nilsson (SWE)

Vyloučení: 3:1 (využití 1:0)
ČSSR: Jiří Holeček – Oldřich Machač, František Pospíšil, Jiří Bubla, Milan Kajkl, Milan Chalupa, Miroslav Dvořák – Eduard Novák, Milan Nový, Jaroslav Pouzar – Marián Šťastný, Ivan Hlinka, Jiří Holík – Vladimír Martinec, Jiří Novák, Bohuslav Šťastný.
Finsko: Antti Leppänen – Pekka Marjamäki, Seppo Lindström, Reijo Laksola, Timo Nummelin, Timo Saari, Hannu Haapalainen – Jukka Alkula, Martti Jarkko, Matti Rautiainen - Henry Leppä, Matti Murto, Seppo Ahokainen – Tapio Koskinen, Matti Hagman, Esa Peltonen – Juhani Boström.
 Československo –  Finsko	3:1 (2:0, 0:0, 1:1)
16. listopadu 1975 – Helsinky

Branky a nahrávky Československa: 2. Bohuslav Šťastný (Vladimír Martinec), 9. Jiří Novák, 55. František Černík (Václav Honc).

Branky a nahrávky Finska: 47. Jorma Vehmanen.

Rozhodčí: Åke Handqvist (SWE), Nilsson (SWE)

Vyloučení: 3:2 (využití 0:0)
ČSSR: Jiří Crha – Jiří Bubla, Milan Kajkl, Milan Chalupa, Miroslav Dvořák, Oldřich Machač, Jaroslav Šíma – Bohuslav Ebermann, Ivan Hlinka, Jiří Holík – Vladimír Martinec, Jiří Novák, Bohuslav Šťastný – Marián Šťastný, Václav Honc, Pavel Richter – 41. František Černík.
Finsko: Urpo Ylönen – Hannu Haapalainen, Pekka Marjamäki, Seppo Lindström, Reijo Laksola, Timo Nummelin, Tapi Levo – Jukka Alkula, Pertti Koivulahti, Jorma Vehmanen – Henry Leppä, Matti Murto, Seppo Ahokainen – Juhani Boström, Matti Hagman, Esa Peltonen – Matti Rautiainen, Timo Saari, Tapio Koskinen.
 Československo –  Švédsko	5:5 (0:1, 3:2, 2:2)
14. prosince 1975 – Göteborg

Branky a nahrávky Československa: 1:2 3:0 Eduard Novák (Milan Nový), 2:2 31. Ivan Hlinka (Bohuslav Eberman), 3:3 35. Ivan Hlinka (Bohuslav Eberman), 4:3 47. Milan Nový (Eduard Novák), 5:4 48. Vladimír Martinec (Jiří Novák).

Branky a nahrávky Švédska:  0:1 5.Jan-Olof Svensson, 0:2 30. Lars-Erik Ericsson, 2:3 34. Roland Eriksson (M. Karlsson), 4:4 47. Per-Olov Brasar, 5:5 49. Lars-Erik Ericsson (Stig Östling).

Rozhodčí: Wojcziech Szczepek (POL), Korczyk (POL)

Vyloučení: 1:2 (využití 0:0)
ČSSR: Jiří Holeček – Oldřich Machač, František Pospíšil, Milan Chalupa, Miroslav Dvořák, Jiří Bubla, Milan Kajkl – Eduard Novák, Milan Nový, Josef Augusta – Vladimír Martinec, Jiří Novák, Bohuslav Šťastný – Bohuslav Ebermann, Ivan Hlinka, Jiří Holík.
Švédsko: Willy Löfqvist – Roland Bond, Björn Johansson, Stig Östling, Jan-Olof Svensson, Stig Salming, Ulf Weinstock – Dan Söderstrom, Mats Åhlberg, Dan Labraaten – Martin Karlsson, Lars-Erik Eriksson, Per-Olov Brasar – Anders Kallur, Roland Eriksson, Hans Jax.
 Československo –  Švédsko	2:1 (1:0, 0:1, 1:0)
15. prosince 1975 – Stockholm

Branky a nahrávky Československa: 18. Milan Nový (František Pospíšil), 49. Vladimír Martinec (Jiří Novák, Milan Chalupa).

Branky a nahrávky Švédska: 35. Jan-Olof Svensson.

Rozhodčí: Wojcziech Szczepek (POL), Korczyk (POL)

Vyloučení: 3:1 (využití 0:0)
ČSSR: Jiří Crha – Oldřich Machač, František Pospíšil, Vladimír Šándrik, Jan Neliba, Milan Chalupa, Milan Kajkl, Jiří Bubla – Eduard Novák, Milan Nový, Josef Augusta – Vladimír Martinec, Jiří Novák, Bohuslav Šťastný – Marián Šťastný, Václav Sýkora, Jaroslav Pouzar – Ivan Hlinka, Jiří Holík od 41. min.
Švédsko: Göran Högosta – Lars-Erik Esbjörs, Björn Johansson, Stig Östling, Jan-Olof Svensson, Stig Salming, Mats Waltin – Dan Söderstrom, Mats Åhlberg, Dan Labraaten – Martin Karlsson, Lars-Erik Ericsson, Per-Olov Brasar – Tord Lundström, Thomas Gradin, Hans Jax.
 Československo –  NDR	5:1 (1:1, 3:0, 1:0)
24. ledna 1976 – Pardubice

Branky Československa: 3. Bohuslav Ebermann, 23. Milan Nový, 29. Bohuslav Ebermann, 32. Josef Augusta, 53. Jiří Novák.

Branky NDR: 20. Joachim Stasche.

Rozhodčí: Rudolf Baťa (TCH) – Ivan Koval (TCH), František Němec (TCH)

Vyloučení: 4:5 (využití 1:1)
ČSSR: Jiří Crha – Oldřich Machač, František Pospíšil, Jiří Bubla, Milan Kajkl, Miroslav Dvořák, Milan Chalupa – Eduard Novák, Milan Nový, Josef Augusta – Bohuslav Ebermann, Ivan Hlinka, Jiří Holík – Vladimír Martinec, Jiří Novák, Bohuslav Šťastný.
NDR: Roland Herzig – Frank Braun, Dieter Simon, Dieter Frenzel, Bernd Engelmann, Reinhardt Fengler, Harald Felber – Joachim Stasche, Reiner Patschinski, Rüdiger Noack - Rolf Bielas, Gerhard Müller, Friedhelm Bögelsack – Jürgen Franke, Ralf Thomas, Peter Slapke.
 Československo –  NDR	10:1 (5:1, 2:0, 3:0)
25. ledna 1976 – Praha

Branky Československa: 0:10 Milan Nový, 0:56 Milan Nový, 8. Jaroslav Pouzar, 13. Milan Kajkl, 15. Jiří Holík, 22. Bohuslav Šťastný, 29. Oldřich Machač, 53. Ivan Hlinka, 54. [Bohuslav Šťastný, 55. Jiří Novák.

Branky NDR: 3. Jürgen Franke.

Rozhodčí: Ivo Filip (TCH) – Alexander Aubrecht (TCH), Jan Budínský (TCH)

Vyloučení: 5:5 (využití 1:0)
ČSSR: Jiří Holeček – Oldřich Machač, František Pospíšil, Milan Chalupa, Miroslav Dvořák, Milan Kajkl – Jaroslav Pouzar (21. Eduard Novák), Milan Nový, Josef Augusta – Vladimír Martinec, Jiří Novák, Bohuslav Šťastný – Bohuslav Ebermann, Ivan Hlinka, Jiří Holík.
NDR: Roland Herzig – Reinhardt Fengler, Harald Felber, Frank Braun, Dieter Simon, Dieter Frenzel, Bernd Engelmann – Jürgen Breitschuh, Reiner Patschinski, Joachim Stasche – Jürgen Franke, Ralf Thomas, Rüdiger Noack – Rolf Bielas, Gerhard Müller, Friedhelm Bögelsack.
 Československo –  Finsko	5:1 (2:1, 3:0, 0:0)
30. března 1976 – Pardubice

Branky a nahrávky Československa: 1. Jiří Novák, 17. Peter Šťastný (František Černík), 25. Vladimír Martinec, 29. Ivan Hlinka, 39. Milan Kajkl.

Branky a nahrávky Finsko: 19. Tapio Flinck (Esa Peltonen).

Rozhodčí: Berthold Schweiger (GDR), Martin Erhard (FRG)

Vyloučení: 2:0 (využití 0:0)
ČSSR: Jiří Holeček – František Kaberle, Miroslav Dvořák, Jiří Bubla, Milan Kajkl, Milan Chalupa, Vladimír Šándrik – Vladimír Martinec, Jiří Novák, Jaroslav Pouzar – Karel Holý, Ivan Hlinka, Jiří Holík – Marián Šťastný, Peter Šťastný, František Černík.
Finsko: Jorma Valtonen – Timo Nummelin, Timo Saari, Seppo Suoraniemi, Timo Hirsimäki, Tapio Levo, Tapio Flinck - Hannu Kapanen, Matti Murto, Henry Leppä – Jorma Vehmanen, Timo Sutinen, Lasse Oksanen – Tapio Koskinen, Matti Hagman, Esa Peltonen.
 Československo –  Finsko 6:0 (1:0, 4:0, 1:0)
31. března 1976 – Praha	

Branky a nahrávky Československa: 18. Jaroslav Pouzar (Milan Nový), 22. František Pospíšil (Oldřich Machač), 31. Ivan Hlinka (Jiří Bubla, Jiří Holík), 39. Milan Chalupa (Karel Holý), 40. Eduard Novák (Jaroslav Pouzar), 50. Jiří Holík (Jiří Bubla, Ivan Hlinka).

Rozhodčí: Berthold Schweiger (GDR), Martin Erhard (FRG)

Vyloučení: 3:3 (využití 0:0)
ČSSR: Vladimír Dzurilla – Oldřich Machač, František Pospíšil, Jiří Bubla, Milan Kajkl, Milan Chalupa, Vladimír Šándrik – Eduard Novák, Milan Nový, Jaroslav Pouzar – Karel Holý, Ivan Hlinka, Jiří Holík – Marián Šťastný, Peter Šťastný, František Černík
Finsko: Jorma Valtonen – Timo Nummelin, Timo Saari, Seppo Suoraniemi, Timo Hirsimäki, Tapio Levo, Tapio Flinck - Hannu Kapanen, Matti Hagman, Esa Peltonen – Jorma Vehmanen, Timo Sutinen, Lasse Oksanen – Kari Makkonen, Tapio Koskinen, Jouni Rinne.

## Další zápasy reprezentace
Československo –  Winnipeg Jets 	6:1 (1:1,3:0,2:0)
25. září 1975 – Praha	

Branky Československa: 07:35 Jiří Holík, 23:20 Bohuslav Ebermann, 24:28 Marán Šťastný, 34:12 Ivan Hlinka, 54:47 Jiří Kochta, 55:12 Vladimír Martinec.

Branky Winnipeg Jets: 19:00 Anders Hedberg

Rozhodčí: Rudolf Baťa - Aleš Pražák, Zdeněk Kořínek (TCH)

Vyloučení: 6:9 (využití 1:0) NAVÍC Ulf Nilsson na 10 minut.
ČSSR: Jiří Holeček - Jiří Bubla, Milan Kajkl, František Kaberle, Miroslav Dvořák, Oldřich Machač, František Pospíšil - Bohuslav Ebermann, Ivan Hlinka, Jiří Holík - Marián Šťastný, Jiří Kochta, Jaroslav Pouzar - Vladimír Martinec, Jiří Novák, Bohuslav Šťastný
Winnipeg Jets: Joe Daley - Ted Green, Lars-Erik Sjöberg, Thommie Bergman, Larry Hornung, Mike Ford, Larry Hillman - Anders Hedberg, Ulf Nilsson, Bobby Hull - Norm Beaudin, Mats Lindh, Bill Lesuk - Heikki Riihiranta, Veli-Pekka Ketola, Perry Miller.
 Československo –  Winnipeg Jets 	3:1 (1:0,2:1,0:0)
26. září 1975 – Praha	

Branky Československa: 06:06 Bohuslav Šťastný, 24:34 Ivan Hlinka, 29:43 Jiří Kochta.

Branky Winnipeg Jets: 34:07 Anders Hedberg.

Rozhodčí: Ivo Filip - Vladimír Šubrt (TCH), Milan Barnet (TCH)

Vyloučení: 5:6 (využití 1:1)
ČSSR: Jiří Crha - Oldřich Machač, František Pospíšil, Jiří Bubla, Karel Horáček, Milan Chalupa, Miroslav Dvořák - Eduard Novák, Milan Nový, Josef Augusta - Bohuslav Ebermann, Ivan Hlinka, Jiří Holík - Vladimír Martinec, Jiří Novák, Bohuslav Šťastný - Marián Šťastný, Jiří Kochta, Jaroslav Pouzar
Winnipeg Jets: Joe Daley - Ted Green, Lars-Erik Sjöberg, Thommie Bergman, Larry Hornung, Randy Legge, Larry Hillman - Anders Hedberg, Ulf Nilsson, Bobby Hull - Norm Beaudin, Mats Lindh, Bill Lesuk - Freeman Asmundson, Veli-Pekka Ketola, Perry Miller - Mike Ford.